# Осока пустельна
Осока пустельна (лат. Carex pachystylis) — багаторічна трав'яниста рослина, вид роду Осока (Carex) родини Осокові (Cyperaceae).

## Ботанічний опис
Осока пустельна — вічнозелена рослина з прямим стеблом довжиною від 4 до 30 см і кореневищем довжиною до 6 м.
Листки плоскі, коротші від стебел.
Колоски (4-6 штук) скупчені в щільну ромбічну головку.

## Поширення
Рослина зустрічається в Північній Африці (Єгипет), у Передній Азії (Афганістан, Іран, Ірак, Ізраїль, Йорданія, Ліван, Сирія, Туреччина), на Кавказі (Вірменія) і в Середній Азії (Казахстан, Киргизстан, Таджикистан, Туркменістан, Узбекистан).

## Практичне використання
Осока пустельна — цінна кормова рослина; вона не поступається найкращим злакам (16,2 % протеїну, 2,18 % жирів, 59,94 % безазотистих екстрактивних речовин). У Середній Азії служить основним зимово-весняним кормом для овець, а також використовується як декоративна рослина.